# 索馬利亞直棋
索馬利亞直棋（Shax、Djelga或Mororova），是流傳於索馬利亞的雙人棋類，是種直棋類遊戲。

索馬利亞直棋棋盤，同於西方常見的直棋。

## 棋具
- 棋盤為三同心的正方形，直線交叉。
- 以兩色棋子區分敵我，每方棋子數九枚。

## 規則
对弈过程分三階段，先放子，直到手邊的棋子都放下为止，相互移除對方一子後，方開始走子階段。
- 放子，对弈双方輪流将一己子放入棋盘一空點中，此階段無吃子規則。
- 移子，將對方任何一枚棋子移出棋盤。
- 走子，棋子每次只能走沿線走至鄰近一點，走至三枚己棋成一直線，就吃掉对方任何一枚棋子。
- 若對手棋子者無法動彈，輪到回合時須移開棋子讓對方可以走子。
- 擁有棋子少于三枚者負[1]。

## 外部連結
- 遊戲下載